# Ivan Šubašić
Ivan Šubašić (Vukova Gorica, 7. svibnja 1892. – Zagreb, 22. ožujka 1955.), bio je hrvatski odvjetnik i političar, ban Banovine Hrvatske, znan i kao posljednji Ban Hrvatske. Narodni zastupnik kotara Delnice, jedini ban Banovine Hrvatske od 1939. godine. Predsjednik izbjegličke vlade Kraljevine Jugoslavije u Londonu postao je 1944. godine. S Titom je potpisao dva sporazuma koji su omogućili suradnju Titova partizanskog pokreta i kraljevske vlade. Godine 1945. kratko vrijeme bio je ministar vanjskih poslova Demokratske Federativne Jugoslavije.

## Rani život
Osnovnu školu i Klasičnu gimnaziju je završio u Zagrebu 1913. godine. Nakon toga, upisao je Teološki fakultet. U vrijeme Prvog svjetskog rata mobiliziran je u Austro-ugarsku vojsku i sudjelovao je u borbama na Drini 1914. godine. Nakon toga, poslan je na istočno bojište. Tu je dospio u rusko zarobljeništvo, gdje je stupio u dobrovoljačke jedinice srpske vojske i sudjelovao u proboju Solunskog bojišta. Regent Aleksandar ga je darivao nagradom Karađorđeve zvijezde. Po završetku rata, studirao i doktorirao pravo na Zagrebačkom sveučilištu. Otvorio je svoj odvjetnički ured u Vrbovskom. Tu se upoznao i s vođom HSS-a, Vladkom Mačekom i ubrzo pristupio istoj stranci. Za zastupnika u Narodnoj skupštini izabran je 1938. godine.

## Politička karijera

### Ban Banovine Hrvatske
Kao ugledan čovjek, radio je kao posrednik između Dvora princa Pavla Karađorđevića i Vladka Mačeka o rješenju hrvatskog pitanja. Kao pomirljiv političar, imenovan je za bana Banovine Hrvatske poslije sporazuma Cvetković-Maček u jesen 1939. godine, premda je Maček u početku želio Augusta Košutića na tom mjestu. Za vrijeme Travanjskog rata boravio je u Zagrebu. Odbio je pustiti na slobodu zatvorene komuniste prije njemačkog ulaska u Zagreb.[nedostaje izvor] Bio je usko povezan s vladom generala Simovića i s njom je napustio zemlju.

### U izbjegličkoj vladi
Poslije većih ostavki pojedinih ministara Simovićeve vlade, dobio je mjesto jednog od kraljevog namjesnika. Poslije kraćeg boravka u Londonu, otputovao je u SAD u sastavu vladinog izaslanstva. U Americi ostaje sve do početka 1944. godine kada na poticaj premijera Churchilla prihvaća misiju sastava nove vlade. Dana 1. lipnja 1944. godine kao kompromis - Hrvat i nekomunist - bio je imenovan predsjenikom vlade. U ovoj vladi, dr. Šubašić je vršio i dužnost ministra vanjskih poslova i ministra financija. Na prijedlog Churchilla upućen je u Jugoslaviju da se sporazumi s predstavnicima NKOJ-a i maršalom Josipom Brozom Titom o formiranju zajedničke vlade.

### Povratak u Jugoslaviju
Boravi na Visu od 14. do 17. svibnja 1944. godine, gdje je potpisao s Titom Viški sporazum. Nakon toga, odlazi u Bari gdje izvještava britanskog premijera Churchilla o rezultatima sporazuma. Na ponovno inzistiranje Churchilla, odlazi po drugi put u Jugoslaviju. Boravi u Beloj Crkvi do kolovoza 1944. godine, a zatim u Vršcu, gdje ima opsežne razgovore s Titom o sastavu nove vlade. Po formiranju privremene vlade DFJ, 7. ožujka 1945. godine u Beogradu, dr. Šubašić je dobio resor vanjskih poslova. Već u listopadu 1945. godine podnio je ostavku zbog neslaganja s političkim smjerom u zemlji i napustio vladu. Po pobjedi snaga JNOF-a (komunista) na izborima, dr. Šubašić odlazi u Zagreb.

## Kasniji život i smrt
Živio je povučeno, no pod stalnom paskom OZNA-e. Umro je 22. travnja 1955. godine u Zagrebu. Pokopan je na Mirogoju, a na sprovodu se okupilo 10.000 ljudi.